# Вольфия шаровидная
Во́льфия шарови́дная (лат. Wolffia globosa) — вид цветковых растений рода Вольфия (Wolffia) семейства Ароидные (Araceae). Впервые описан британским ботаником Уильямом Роксбером под названием Lemna globosa Roxb.basionym; перенесён в состав рода Wolffia ботаниками Корнелисом ден Хартогом и Ф. ван дер Пласом в 1970 году.
Является самым маленьким цветковым растением в мире: её диаметр по данным некоторых источников достигает лишь около 100—200 мкм. Претенденткой на «звание» самого маленького цветкового считается также Вольфия бескорневая (Wolffia arrhiza), однако в действительности это более крупный вид размером до 1,5 мм. Растения из рода Вольфия вообще отличаются крайне малым размером и, кроме того, они же обладают и самыми маленькими цветками среди всех цветковых.

## Распространение и среда обитания
Естественный ареал — тропическая и субтропическая Азия. Растение занесено также в Северную и Южную Америки.
Растёт у берегов озёр, рек, прудов и канав. Предпочитает районы с тёплым климатом.

## Ботаническое описание
Водное растение, свободно плавающее на поверхности воды или немного глубже.
Само растение яйцевидной формы, зелёного цвета; в нижней части окраска бледнее. Данные по размеру разнятся в зависимости от источника; известно, что длина может достигать 0,4—0,8 мм. Так, на человеческом пальце могут поместиться тысячи таких растений.
Цветки появляются после образования на растении небольшого углубления зелёного или белого цвета по краям. Цветки не имеют лепестков, их невозможно разглядеть невооружённым глазом. Свойства цветка, такие как опыление и образование семян, пока изучаются исследователями.
Как и у других вольфий, крошечный плод вольфии шаровидной называется «utricle» (с англ. — «сумочка»).
Цветение происходит с июня по сентябрь; случается оно очень редко.

## Значение
Высокая продуктивность биомассы, содержание белка (до 45 % сухого веса) и богатый питательный профиль делают растение перспективным ресурсом для устойчивого производства пищи, особенно в регионах с ограниченными агрономическими возможностями. Вольфия шаровидная рассматривается как компонент биорегенеративных систем жизнеобеспечения в космических короблях.

## Синонимы
Синонимичные названия:
- Grantia globosa (Roxb.) Griff.
- Lemna globosa Roxb.basionym
- Telmatophace cylindracea Welw. ex Hegelm.
- Wolffia schleidenii Miq.